# Physostemon guianense
Espèce
Classification APG III (2009)
Synonymes
- Cleome ephemera Brandegee
- Cleome guianensis Aubl.[2]

Physostemon guianense est une espèce d'herbacée, appartenant à la famille des Cleomaceae (anciennement des Capparaceae).
On l'appelle Hierba pino au Venezuela.

## Statut
Physostemon guianense est une espèce déterminante ZNIEFF en Guyane.

## Description
Physostemon guianense est une plante herbacée annuelle, éphémère, élancée, glabre, délicate, haute de 10 à 40 cm, généralement non ramifiée à la base, à tiges anguleuses et sillonnées, avec de nombreuses branches fines, presque aussi longues.
Les feuilles sessiles, linéaires-filiformes, mucronulées, sont toujours 1-foliolées, généralement longues de 2 à 5 cm pour à peine 0,5 mm de large.
Les fleurs sont jaunes, minuscules, solitaires à l'aisselle des feuilles supérieures.
Les sépales lancéolés, acuminés, mesurent 2 mm de long.
Les pétales sont 2 à 3 fois plus longs que les sépales.
On compte 4 étamines fertiles et 4 apophyses stériles (les filets renflés près ou à la base des anthères).
Ovaire et étamines sont sessiles et le style très court.
Le fruit est une silique linéaire, longue de 1,5-2,5 cm pour 1-2 mm de large, finement pubérulente, devenant noire au sèchage. Les graines sont recouvertes de courtes pointes rugueuses,.

## Répartition
Physostemon guianense est présent du Mexique au Brésil, en passant par l'Amérique centrale, Cuba, la Colombie, le Venezuela, le Guyana, le Suriname et la Guyane.

## Écologie
On rencontre Physostemon guianense dans les endroits ensoleillés, sablonneux et rocheux le long des rivières, savanes, entre (0)50–300 m d'altitude.

## Diagnose
En 1775, le botaniste Aublet propose la diagnose suivante : 
« 1. CLEOME (Guianenſis)foliis ſimplicibus, linearibus, flore lutea ſolitario. (Tabula 273.) 

Planta annua, ramoſa, pedalis. Folia alterna, ſeſſilia, linearia ; acuta. Flores ſolitarii, axillares. Corolla lutea. Stamina ; filamenta ſex. Piſtillum ; germen ovato-oblongum. Stigma obtuſum. Pericarpium, ſiliqua pedicellata, oblonga, cylindracea, unilocularis bivalvis. Semina ſubrotunda. 
Floret, fructumque fert variis anni temporibus. 

Habitat in locis arenoſis Courou propè littus maris. »

« LE MOSAMPÉ maritime. (PLANCHE 273.)
Cette plante eſt annuelle. Sa racine eſt fibreuſe, blanchâtre, dure & un peu ligneuſe. Sa tige s'élève à la hauteur d'un pied, & pouſſe dès le bas des rameaux épars, chargés de feuilles vertes, alternes, ſimples, très droites & aiguës, comme elles ſont repréſentées dans la figure. 
Les fleurs naiſſent ſolitaires aux aiſſelles des feuilles, ſur de longs pédoncules grêles. Le calice eſt de quatre petites pièces vertes, longues & aiguës. 
La corolle eſt à quatre pétales ovales, pointus, jaunes, relevés, d'un même côté. 
Les étamines ſont au nombre de ſix, attachées ſur le réceptacle du piſtil, leurs filets ſont jaunes, grêles, de la longueur du piſtil. Les anthères ſont en forme de flêche, ſoutenues par leur milieu. 
Le piſtil eſt un ovaire long, renflé, un peu courbe, liſſe, vert, terminé par un ſtigmate obtus. Il s'écarte des pétales, & ſe porte du côté qui leur eſt oppoſé. 
L'ovaire devient une silique longue, liſſe, un peu renflée, qui s'ouvre en deux panneaux ; les ſemences ſont attachées à droite & à gauche au bord intérieur de ce quadre. Elles ſont menues & rouſſes. 
Les fleurs ſont petites, telles qu'elles ſont figurées ſur la plante. La fleur qui eſt détachée eſt fort groffie. 
Cette plante froiſſée a une odeur pénétrante. Je l'ai trouvée ſur les ſables de Courou, & au bord de la mer ; & je l'ai vue en fleur & en fruit en différentes ſaiſons. »

— Fusée-Aublet, 1775.